# Pleospora spartii-juncei
Pleospora spartii-juncei är en svampart som beskrevs av E. Müll. 1957. Pleospora spartii-juncei ingår i släktet Pleospora och familjen Pleosporaceae.   Inga underarter finns listade i Catalogue of Life.